# Sanna Lüdi
Sanna Lüdi (Baden, 17 februari 1986) is een Zwitserse freestyleskiester. Ze vertegenwoordigde haar vaderland op de Olympische Winterspelen 2010 in Vancouver, op de Olympische Winterspelen 2014 in Sotsji en op de Olympische Winterspelen 2018 in Pyeongchang.

## Carrière
Bij haar wereldbekerdebuut, in januari 2009 in St. Johann in Tirol, eindigde Lüdi op de achtste plaats, twee maanden later stond de Zwitserse in Grindelwald voor het eerst op het podium van een wereldbekerwedstrijd. Op 11 januari 2012 boekte ze in Alpe d'Huez haar eerste wereldbekerzege.
Op de wereldkampioenschappen freestyleskiën 2009 in Inawashiro eindigde Lüdi als negende op het onderdeel skicross. Tijdens de Olympische Winterspelen van 2010 in Vancouver eindigde de Zwitserse op het onderdeel skicross op de vijfendertigste plaats.
Tijdens de Olympische Winterspelen van 2014 in Sotsji eindigde Lüdi als dertiende op de skicross. In Pyeongchang nam de Zwitserse deel aan de Olympische Winterspelen van 2018. Op dit toernooi eindigde ze als zevende op het onderdeel skicross.
Op de wereldkampioenschappen freestyleskiën 2019 in Park City eindigde ze als vierde op de skicross. In Idre Fjäll nam Lüdi deel aan de wereldkampioenschappen freestyleskiën 2021. Op dit toernooi eindigde ze als zestiende op de skicross.

## Resultaten

### Olympische Spelen
| Jaar | Plaats      | Resultaten   |
| ---- | ----------- | ------------ |
| 2010 | Vancouver   | 35e Skicross |
| 2014 | Sotsji      | 13e Skicross |
| 2018 | Pyeongchang | 7e Skicross  |

### Wereldkampioenschappen
| Jaar | Plaats     | Resultaten   |
| ---- | ---------- | ------------ |
| 2009 | Inawashiro | 9e Skicross  |
| 2019 | Park City  | 4e Skicross  |
| 2021 | Idre Fjäll | 16e Skicross |

### Wereldbeker
Eindklasseringen
| Seizoen   | Algm | SX  |
| --------- | ---- | --- |
| 2008/2009 | 65e  | 17e |
| 2009/2010 | 42e  | 12e |
| 2011/2012 | 15e  | 4e  |
| 2012/2013 | 210e | 46e |
| 2013/2014 | 38e  | 9e  |
| 2017/2018 | 57e  | 11e |
| 2018/2019 | 26e  | 7e  |
| 2019/2020 | 133e | 22e |

Wereldbekerzeges
| Datum           | Plaats                  | Onderdeel |
| --------------- | ----------------------- | --------- |
| 11 januari 2012 | Alpe d'Huez             | Skicross  |
| 15 januari 2012 | Les Contamines-Montjoie | Skicross  |
| 16 januari 2013 | Val Thorens             | Skicross  |